# Arrondissement Vesoul
Arrondissement Vesoul je francouzský arrondissement ležící v departementu Haute-Saône v regionu Franche-Comté. Člení se dále na 19 kantonů a 351 obcí.

## Kantony
| - Amance - Autrey-lès-Gray - Champlitte - Combeaufontaine - Dampierre-sur-Salon - Fresne-Saint-Mamès - Gray - Gy - Jussey - Marnay | - Montbozon - Noroy-le-Bourg - Pesmes - Port-sur-Saône - Rioz - Scey-sur-Saône-et-Saint-Albin - Vesoul-Est - Vesoul-Ouest - Vitrey-sur-Mance |